# Klosterfrau Healthcare Group
Koordinaten: 50° 56′ 36,44″ N, 6° 56′ 51,34″ O
Die Klosterfrau Zürich AG (auch Klosterfrau Healthcare Group) ist ein Schweizer Pharmaunternehmen im Bereich der Selbstmedikation mit Sitz in Zürich und operativer Zentrale in Köln. Das Hauptprodukt des Konzerns ist Klosterfrau Melissengeist, ein alkoholischer, destillierter Extrakt aus Arzneipflanzen.

## Entstehungsgeschichte

Logo des Klosterfrau Melissengeist

Das Hauptprodukt ist Klosterfrau Melissengeist, dessen Rezeptur Pariser Karmeliten im Jahre 1611 entwickelten. Größere Bekanntheit erlangte das Mittel jedoch erst zweihundert Jahre später.
Nachdem die Nonne Maria Clementine Martin (1775–1843) im Jahre 1821 in Münster wegen Quacksalberei und Verstoßes gegen die Medizinalordnung strafrechtlich verfolgt worden war, zog sie 1825 nach Köln und verkaufte dort zunächst selbst hergestelltes Kölnisch Wasser. Ein Jahr später gründete sie das Unternehmen Maria Clementine Martin Klosterfrau (später auch kurz M.C.M. Klosterfrau Köln a. Rh. oder nur „Klosterfrau“ genannt). Die Eintragung im städtischen Magistratsregister (Handelsregister) erfolgte am 23. Mai 1826.
Spätestens 1827 stellte sie „Ächtes Spanisches Carmeliter-Melissenwasser“ her und behauptete, im Gegensatz zu ihren Konkurrenten den wahren Melissengeist zu verkaufen. Der damalige Bonner Medizinprofessor Johann Friedrich Christian Herless bewertete ihr Produkt als „von sehr vorzüglicher Güte und Zweckmäßigkeit, und daher für den innerlichen und äußerlichen Gebrauch besonders empfehlenswürdig“. Obwohl sie es nicht durfte, verkaufte Schwester Martin das Mittel als Arznei.
Die Angabe von Schwester Martin, dass die Herkunft des Rezepts aus ihrem Aufenthalt in einem Kloster in Coesfeld stamme, stellte sich als nicht beweisbar heraus, wird jedoch bis heute (Stand: 2025) auf der Website des Herstellers repliziert.
1831 hinterlegte sie beim Rat der Gewerbeverständigen der Stadt Köln ihre „Fabrikzeichen“, zu dem der preußische Adler und das Ordenswappen der Karmeliter gehörte. Die erst nach Inkrafttreten des Markengesetzes angemeldete Marke „Klosterfrau“ lässt ihre Entstehungsgeschichte zurückverfolgen. Ihren Antrag, dem Melissengeist in Preußen das Monopol zu gewähren, lehnte die Regierung 1835 wegen der Gewerbefreiheit ab.
Um international bekannt zu werden, nahm sie 1838 an der Kunst- und Industrie-Ausstellung teil, die der Gewerbe-Verein in Köln auf dem Heumarkt ausrichtete. 1842 erschienen Anzeigen in der Kölnischen Zeitung über ihren Melissengeist. 1843 verfasste sie kurz vor ihrem Tod ihr Testament und machte darin Peter Gustav Schaeben zum Erben ihres Vermögens. Schaeben (* 1815, † 1885) hatte als Gehilfe für Martin gearbeitet und wurde als Alleinerbe Eigentümer des Unternehmens, das er beträchtlich ausweitete und den Vertrieb der Produkte weltweit ausbaute. Sein Sohn Robert Schaeben (* 1863, † 1944) führte das Unternehmen zwischen 1885 und 1933 weiter, ehe es in Konkurs ging.

## Familie Doerenkamp
Der bisher im Automobilhandel tätige Wilhelm Doerenkamp (* 1882, † 1972), der 1929 als Kommanditist in das Unternehmen Klosterfrau eingetreten war und als Hauptgläubiger die Firma aus dem Konkurs erwarb, führte es als Alleininhaber weiter und sanierte es erfolgreich. Doerenkamp konzentrierte sich auf die Herstellung von Melissengeist, der nahezu konkurrenzlos vertrieben werden konnte.
1962 entstand die Tochtergesellschaft Klosterfrau Berlin GmbH, um die steigende Nachfrage zu bewältigen. Nach Doerenkamps Tod wurde am 17. November 1972 die Wilhelm Doerenkamp-Stiftung im schweizerischen Chur gegründet, um den Bestand seines Lebenswerks und die Arbeitsplätze zu sichern. Sie bildet als Holding das Aufsichtsorgan der unterschiedlichen Länder- und Firmengruppen. Begünstigte der Stiftung war bis zu ihrem Tod 2011 seine Tochter Hildegard Doerenkamp und seitdem seine Enkelin Martine Eloy (* 1957).

## Unternehmensstruktur

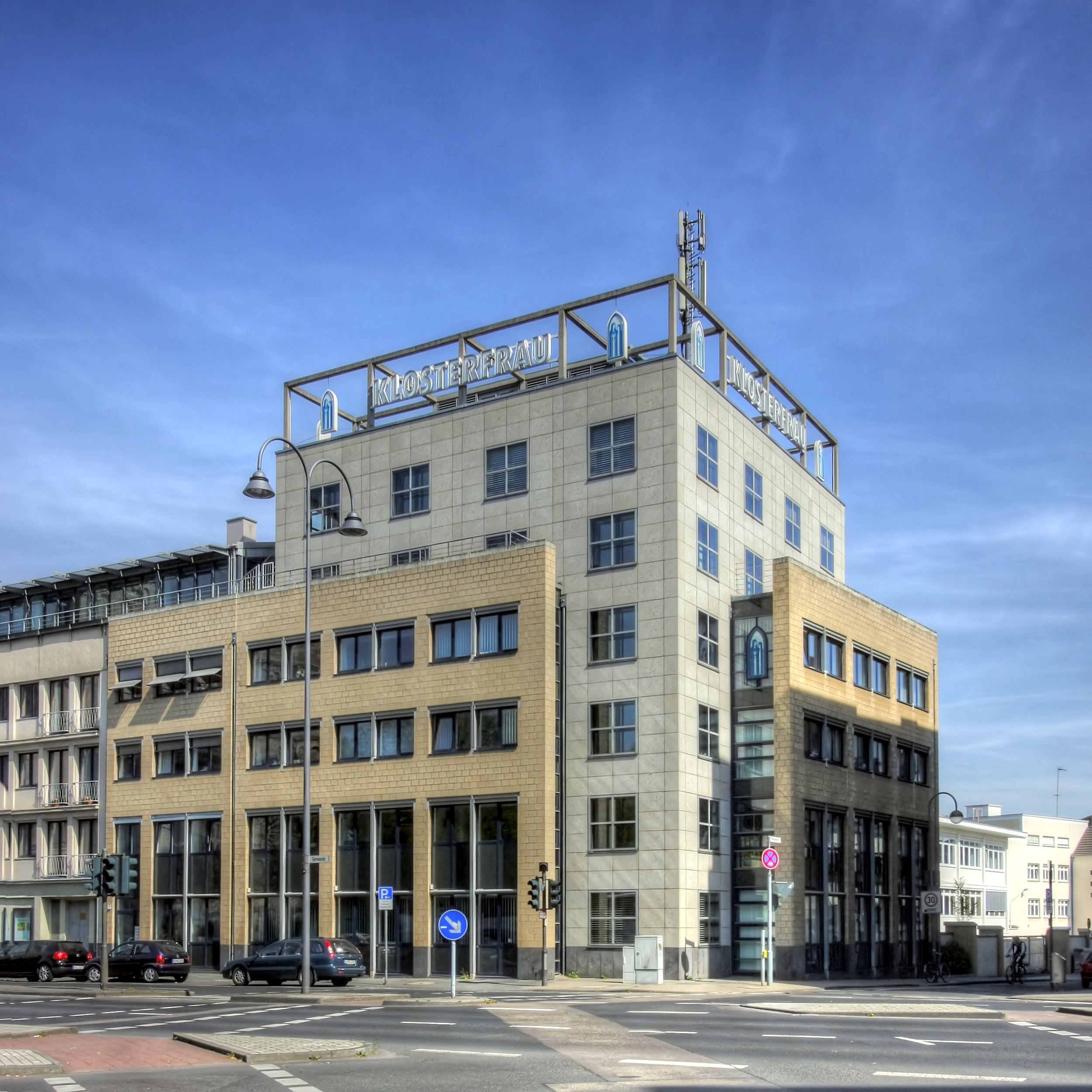
Stammsitz in der Gereonsmühlengasse in Köln

Am Stammsitz in Köln beschäftigt das Unternehmen heute 530 Mitarbeiter. Die Produktion findet seit 1971 überwiegend in Berlin mit rund 190 Mitarbeitern statt. Die Klosterfrau-Gruppe wurde 2006 in Klosterfrau Healthcare Group umbenannt. Das gesamte Unternehmen erwirtschaftete 2006 einen weltweiten Umsatz von 650 Millionen Euro. Allein die Klosterfrau Deutschland GmbH am Standort Köln erwirtschaftete 2021 einen Umsatz von 287,8 Millionen Euro. Klosterfrau Healthcare Group beschäftigt rund 1700 Mitarbeiter an insgesamt 17 Standorten (Stand 2024).
Durch den Zukauf mehrerer Unternehmen entwickelte sich das Unternehmen weiter zu einer Unternehmensgruppe, einem führenden Anbieter im Bereich der Selbstmedikation, im Branchenjargon OTC genannt. Das Kerngeschäft besteht aus der Herstellung und dem Vertrieb von Gesundheitsprodukten. Nach Übernahme des französischen Kosmetikhersteller Maria Galland Paris in den 1980er Jahren auch von Kosmetika. Zur Klosterfrau-Gruppe gehören außerdem unter anderem die Firmen Divapharma GmbH und Cassella-med GmbH & Co. KG.
2006 erwarb die Klosterfrau Gruppe das gesamte Markenportfolio der Firma Lichtwer Healthcare GmbH & Co. KG und die dazugehörigen arzneimittelrechtlichen Zulassungen. Zu den erworbenen Produkten gehören Hepar SL forte, Jarsin, Kwai, Kaveri, Euminz, Ameu und Bedan. Über die Summe des Kaufpreises wurde Stillschweigen vereinbart. Eine weitere Tochtergesellschaft ist die Artesan Pharma GmbH & Co. KG mit etwa 200 Mitarbeitern in zwei Werken am Unternehmenssitz in Lüchow. Artesan (ursprünglich Artesan GmbH Jesteburg) ist ein Lohnhersteller und fertigt Arzneimittel in Tabletten- und Salbenform, Homöopathika und Nahrungsergänzungsmittel; ein weiterer Schwerpunkt ist die Galenik. Vertriebskooperationen bestanden mit der Schweizer Ricola und Condomi.

## Produkte

### Klosterfrau Melissengeist
Das Hauptprodukt des Konzerns ist Klosterfrau Melissengeist, ein alkoholischer, destillierter Extrakt aus 13 Arzneipflanzen, darunter die namensgebende Echte Melisse (Melissa officinalis, auch Zitronenmelisse genannt). Zur Geschichte siehe Abschnitt Entstehungsgeschichte.
Der Begriff Klostermelisse ist ein Markenzeichen der Firma Klosterfrau. Bei oraler (innerlicher) Anwendung sei er zur Stärkung bei nervösen Beschwerden, Einschlafstörungen, Wetterfühligkeit, bei unkomplizierten Erkältungen, bei Unwohlsein und zur Förderung der Funktion von Magen und Darm (z. B. bei Völlegefühl und bei Blähungen) wirksam. Äußerlich sei er zur Unterstützung der Hautdurchblutung z. B. bei Muskelkater und bei Muskelverspannungen geeignet. In den 1950er Jahren bewarb der Hersteller sein Produkt als „polyvalentes Mittel bei vielen nervös bedingten Beschwerden als mildes Analgeticum, Sedativum, Spasmolyticum und Analepticum“.
Das Mittel mit einem Gehalt von 79 Vol.-% Alkohol (daher kritisch als gut getarnter Schnaps laut Bittere Pillen bewertet) ist in Deutschland als traditionelles Arzneimittel registriert. Wie die einzelnen Inhaltsstoffe von Klosterfrau Melissengeist wirken, konnte laut gesetzlichem Beipackzettel bislang in wissenschaftlichen Studien nicht nachgewiesen werden.
Der Melissengeist wird aus einer Mischung der 13 Heilkräutern von bis zu
- 7,14 g Alantwurzelstock
- 7,14 g Angelikawurzel
- 7,14 g Enzianwurzel
- 7,14 g Ingwerwurzelstock
- 7,14 g Pomeranzenschalen
- 5,36 g Melissenblätter
- 3,21 g Zimtrinde
- 2,85 g Galgantwurzelstock
- 2,85 g Gewürznelken
- 0,71 g Schwarze Pfefferfrüchte
- 0,71 g Muskatsamen
- 0,36 g Zimtblüten
- 0,10 g Kardamomsamen

pro Liter Ethanol 96 % (V/V) extrahiert und destilliert.
Die tägliche Gesamtdosis sollte 25 ml (also 15,5 g Alkohol, was etwa der Alkoholmenge von 0,4 l Bier (5 Vol.-% Ethanol) entspricht) nicht überschreiten und eine Anwendung erst ab 18 Jahren und nicht während der Schwangerschaft, bei Alkoholismus oder Leberschäden erfolgen.

### Sonstige Produkte
Neben den bekannten Klosterfrau Healthcare Group-Produkten wie Klosterfrau Melissengeist, Klosterfrau Mobilind Franzbranntwein und dem Sortiment von taxofit-Produkten werden insgesamt über 200 weitere Produkte von der Klosterfrau Healthcare Group vertrieben, darunter Hustenbonbons, Erkältungsbäder, Vitamin- und Kräuter-Dragees.